# Marcos Melgarejo
Marcos Melgarejo all'anagrafe Marcos Benjamín Melgarejo Martínez (Asunción, 3 ottobre 1986) è un calciatore paraguaiano, che gioca per la Deportes Tolima come centrocampista.